# Jan Pawelec
Jan Józef Pawelec – polski urzędnik, ambasador RP w Angoli (2023–2024).

## Życiorys
Jan Pawelec ukończył studia w Wyższej Szkoły Europejskiej im. Ks. Józefa Tischnera w Krakowie. Uzyskał tytuł magistra politologii na Uniwersytecie Jagiellońskim oraz Master of Philosophy w zakresie studiów nad Rosją i Europą Wschodnią w St. Antony’s College Uniwersytetu Oksfordzkiego (2010–2011). W latach 2011–2017 pracował w Ministerstwie Obrony Narodowej. Od 2017 do 2023 był dyrektorem Departamentu Obrotu Towarami Wrażliwymi i Bezpieczeństwa Technicznego Ministerstwa Rozwoju i Technologii (MRiT). W latach 2020–2023 kierował równocześnie pracami Departamentu Handlu i Współpracy Międzynarodowej MRiT. Pełnił też funkcję przedstawiciela RP w Komitecie ds. Polityki Handlowej UE.
Członek Rady Ośrodka Studiów Wschodnich (kadencja 2018–2024), Komitetu Bezpieczeństwa Finansowego przy Generalnym Inspektorze Informacji Finansowej, rady programowej Międzynarodowego Salonu Przemysłu Obronnego w Kielcach, Rady do spraw Akredytacji (2019–2020). W latach 2019–2022 był przedstawicielem ministra właściwego do spraw gospodarki w Komisji Nadzoru Finansowego.
11 października 2023 został mianowany ambasadorem w Angoli, z państwami dodatkowej akredytacji: Wyspami Świętego Tomasza i Książęcej, Demokratycznej Republice Konga, Kongu, Gabonie i Republice Środkowoafrykańskiej. Stanowisko objął w grudniu 2023. Odwołany ze skutkiem na 21 maja 2024.
Posługuje się biegle językiem angielskim oraz komunikatywnie niemieckim i portugalskim.

## Odznaczenia
- Brązowy Krzyż Zasługi[6]
- Brązowy Medal „Za zasługi dla obronności kraju”[3]
- Odznaka Honorowa za Zasługi dla Rozwoju Gospodarki Rzeczypospolitej Polskiej[3]